# Arcadia (Nebraska)
Arcadia es una villa ubicada en el condado de Valley en el estado estadounidense de Nebraska. En el Censo de 2010 tenía una población de 311 habitantes y una densidad poblacional de 210,29 personas por km².

## Geografía
Arcadia se encuentra ubicada en las coordenadas 41°25′29″N 99°7′34″O / 41.42472, -99.12611. Según la Oficina del Censo de los Estados Unidos, Arcadia tiene una superficie total de 1.48 km², de la cual 1.48 km² corresponden a tierra firme y (0%) 0 km² es agua.

## Demografía
Según el censo de 2010, había 311 personas residiendo en Arcadia. La densidad de población era de 210,29 hab./km². De los 311 habitantes, Arcadia estaba compuesto por el 98.71% blancos, el 0% eran afroamericanos, el 0.32% eran amerindios, el 0.32% eran asiáticos, el 0% eran isleños del Pacífico, el 0% eran de otras razas y el 0.64% pertenecían a dos o más razas. Del total de la población el 2.89% eran hispanos o latinos de cualquier raza.